# Mosteiro de São Bento de Avé-Maria

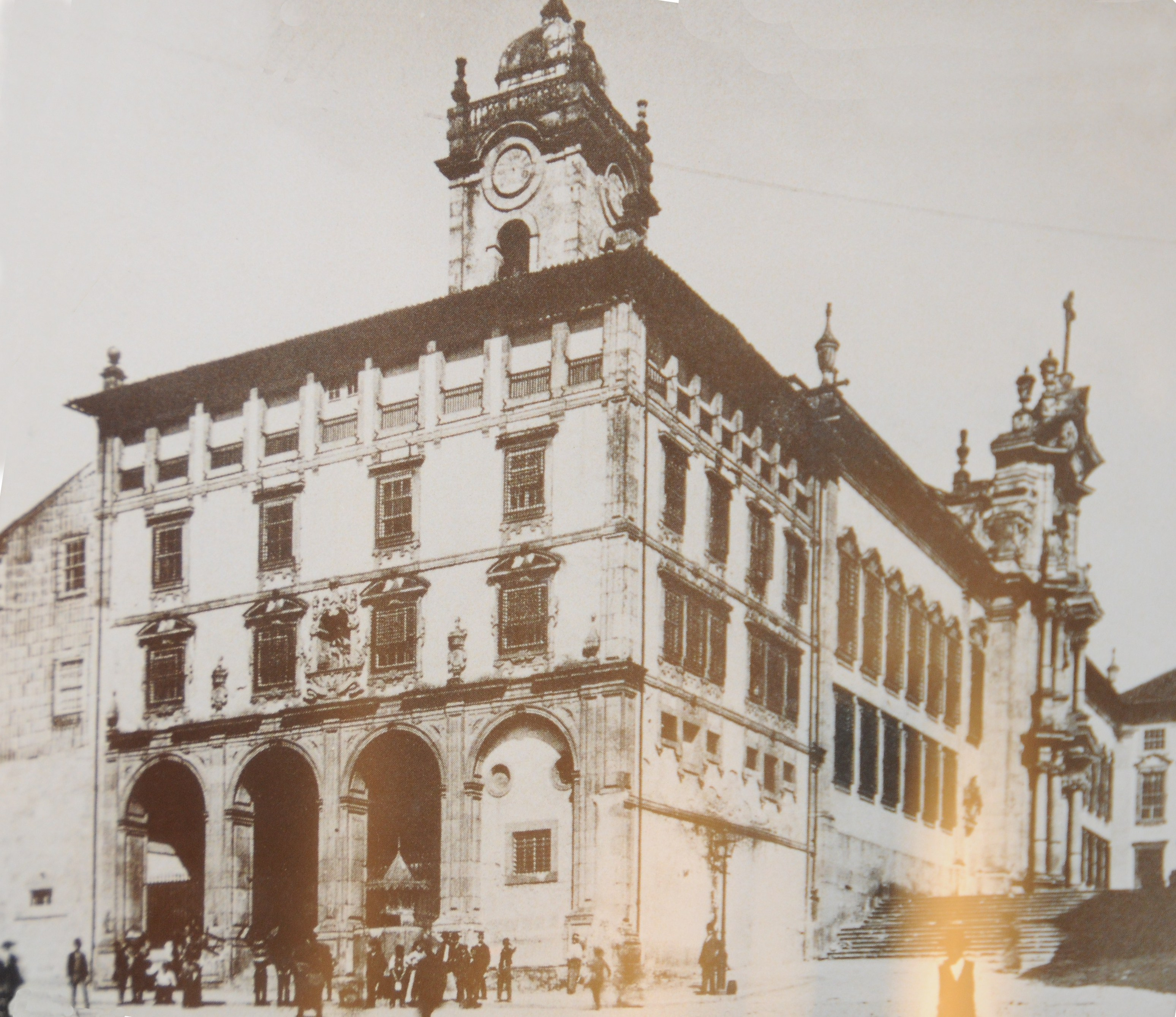
Antigo Mosteiro de São Bento de Avé Maria.

O Mosteiro de São Bento de Avé-Maria foi um edifício, demolido no final do século XIX, que albergou monjas beneditinas, localizado na esquina da Praça de Almeida Garrett e da rua do Loureiro,  cidade do Porto, em Portugal.
No seu local foi construída a actual Estação Ferroviária de Porto-São Bento, no início do século XX, contendo ainda os arcos do Mosteiro.

## História
No início do século XVI, mais precisamente em 1518, o rei D. Manuel I, que no ano anterior outorgara foral ao Porto, mandou construir à custa de sua fazenda, o Mosteiro da Avé Maria ou da Encarnação das monjas de São Bento, dentro dos muros da cidade, no local chamado das Hortas do Bispo ou da Cividade.
Desejando o rei que os Mosteiros das Religiosas se transferissem dos montes para as cidades, neste foram recolhidas as monjas dos Mosteiros de Rio Tinto, Vila Cova, Tarouquela e Tuías, no dia 6 de Janeiro de 1535. No século XVI recebeu algumas freiras de um extinto mosteiro em Macieira de Sarnes. Foi a sua primeira abadessa D. Maria de Melo, monja de Arouca e, ao mesmo tempo, regedora do Mosteiro de Tarouquela. Outra abadessa do Mosteiro foi Francisca de Abreu, mãe do mártir jesuíta, Beato Inácio de Azevedo.
Vários testemunhos referem-se ao Real Convento como uma maravilha em decoração e magnificência, deduzindo-se ter predominado inicialmente o estilo manuelino. Deduz-se, pois foram muitas as alterações e aditamentos qua a igreja e o convento sofreram durante os anos, a última motivada por um incêndio em 1783, que ao tempo da demolição apenas restava um arco manuelino da traça primitiva.

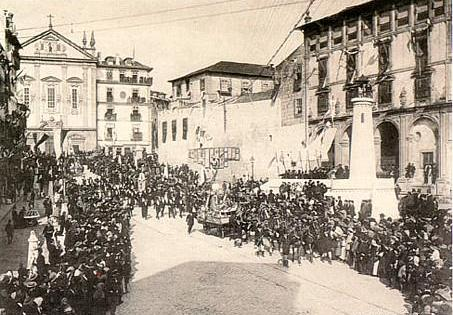
Cortejo no ano de 1894 no Largo de São Bento (actual Praça de Almeida Garrett), com antigo Mosteiro de São Bento de Avé Maria à direita.

Com a afirmação do Liberalismo no início do século XIX, este regime, depois de extintas as ordens religiosas, confiscou os seus bens por decretos de 1832 e 1834, determinando que estes passassem para o Estado após a morte da última religiosa. No caso do Mosteiro da Avé Maria, esta terá falecido em 1892, ficando as instalações devolutas. Contam-se várias histórias de que, em certas noites, ainda é possível ouvir as rezas da monja a ecoar pelos corredores das alas da estação![carece de fontes?]
A demolição dos claustros inicia-se cerca de 1894 e a da igreja processa-se entre Outubro de 1900 e Outubro de 1901. As ossadas das monjas foram recolhidas numa catacumba mandada construir no cemitério do Prado do Repouso pela Câmara Municipal do Porto, em 1894. 
Muito do seu espólio perdeu-se por altura da demolição, incluindo uma grande variedade de azulejos-tapete, alguns dos quais foram recolhidos por Rocha Peixoto. O que resta do espólio pode apreciar-se no Museu do Seminário do Porto (talha), na Igreja de São João das Caldas em Vizela (retábulo-mor da igreja), Paço de S. Cipriano em Guimarães (azulejos do claustro), no Museu Nacional de Arte Antiga em Lisboa (báculo da Abadessa) e no Mosteiro de Singeverga em Roriz (cibório com pedras finas).